# Hear'Say
Gli Hear'Say sono stati un gruppo musicale britannico, formatosi nel 2001 e composto da Danny Foster, Myleene Klass, Suzanne Shaw, Noel Sullivan, Kym Marsh e Johnny Shentall.

## Storia
Gli Hear'Say si sono formati nel 2001, quando hanno vinto la prima edizione della versione britannica di Popstars. Il loro primo singolo Pure and Simple ha esordito in vetta alla Official Singles Chart, infrangendo il record per le maggiori copie vendute per un singolo di debutto durante la prima settimana, grazie a 550 000 unità. È stato certificato doppio disco di platino in madrepatria ed ha raggiunto la vetta della classifica neozelandese, la 3ª posizione in Irlanda e la 29ª in Svizzera. Il loro primo album, intitolato Popstars, ha debuttato direttamente in cima alla Official Albums Chart con 306 631 copie, diventando il disco di esordio ad aver venduto maggiormente nel paese durante la sua prima settimana di disponibilità. Ha raggiunto il primo posto anche in Nuova Zelanda, venendo certificato disco di platino nel paese, e il 4° in Irlanda. Gli Hear'Say sono diventati inoltre i primi artisti ad avere contemporaneamente un singolo ed un album di debutto in cima alla classifica britannica e il secondo gruppo a riuscirci. Il secondo singolo The Way to Your Love si è piazzato alla numero uno nel Regno Unito, dove è stato certificato disco d'argento, alla 10 in Irlanda e alla 44 in Nuova Zelanda. Il secondo disco Everybody è arrivato 24 nel Regno Unito, dove ha ricevuto il disco d'oro e dove il singolo omonimo si è classificato alla numero 4. A gennaio 2002 Kym Marsh ha lasciato il gruppo ed è stata sostituita da Johnny Shentall, vincitore di audizioni tenute per trovare un nuovo quinto membro. La nuova formazione ha iniziato a registrare il terzo disco ma non è mai stato pubblicato, eccetto il singolo Lovin' Is Easy, 6° nella classifica nazionale. Gli Hear'Say si sono sciolti ad inizio ottobre 2002, dopo numerosi incidenti causati dal pubblico durante i loro concerti.

## Discografia

### Album in studio
- 2001 – Popstars
- 2001 – Everybody

### Singoli
- 2001 – Pure and Simple
- 2001 – The Way to Your Love
- 2001 – Everybody
- 2004 – Lovin' Is Easy